# Cántabro (idioma prerromano)

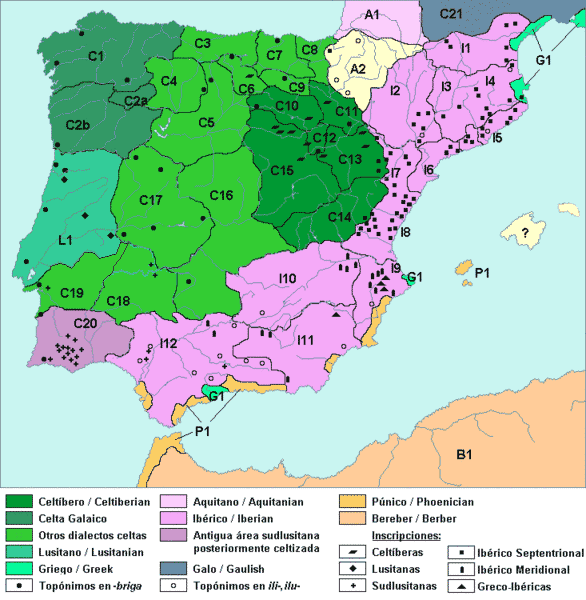
Familias lingüísticas de la península ibérica antes de la romanización: C3, cántabro.

El cántabro prerromano es una lengua muerta hablada por los antiguos cántabros. Se discute si su procedencia es preindoeuropea o indoeuropea. La teoría que goza de más adeptos en la actualidad establece la formación del lenguaje y la cúltura cántabras en torno al siglo VIII a. C., como resultado de la mezcla entre pueblos indígenas preindoeuropeos e invasores celtas indoeuropeos.
Autores como Salvador Conejo emparentan directamente el cántabro, el vasco y el carpetano con las lenguas celtibéricas de la mitad norte de la península ibérica.
En cualquier caso, existen aún serias dudas acerca del emparentamiento del antiguo cántabro con lenguas vecinas en particular y entre las lenguas del norte ibérico en general, aceptándose que pudo existir un idioma proto-cántabro anterior a la influencia celta.

## Principales teorías
- Antonio Tovar:

Uno de los principales defensores de la teoría preindoeuropea, o al menos de un sustrato preindoeuropeo, es Tovar (1955), quien basándose en los mismos argumentos explica la aspiración emparentando los orígenes del cántabro con los del vasco. Encuentra referencias en la onomástica y la toponimia cántabras para datar un sustrato preindoueuropeo que entronca con el vasco. No obstante, reconoce una fuerte influencia celta en el idioma de los cántabros, que lo convierte a la postre en fundamentalmente indoeuropeo.
- Julio Caro Baroja:

Caro Baroja la consideró una lengua indoeuropea a partir de la epigrafía hallada, puesto que la organización en gentilidades es de origen celta; sin embargo, esta teoría deja fuera los elementos preindoeuropeos que existían en la lengua y la cultura cántabras.
- Eduardo Peralta Labrador:

Defendiendo la tesis indoeuropea, señala que el idioma debió formularse a partir de las invasiones indoeuropeas del segundo milenio antes de nuestra era y las del año 1000 a. C., de las cuales se conservaron la "p" inicial y la intervocálica, argumentándolo mediante las inscripciones y la toponimia.